# Immediate Records
Immediate Records foi uma gravadora britânica fundada em 1965 por Andrew Loog Oldham, empresário do Rolling Stones. Era focada no cenário de blues e R&B britânico, e entre os artistas de seu catálogo estavam Small Faces, Fleetwood Mac e The Nice, entre outros.
Devido a problemas financeiros, fechou as portas em 1970. Têm sido alvo de controvérsia desde então, especialmente por não repassar aos Small Faces os direitos autorais de seus sucessos lançados entre 1967 e 1969. Uma ação legal finalmente garantiu no começo da década de 2000 o pagamento aos dois músicos sobreviventes da banda, Kenney Jones e Ian McLagan.